# 波波斯·门萨-邦苏
纳纳·帕帕·亚乌·门萨-邦苏（英語：Nana Papa Yaw Mensah-Bonsu，1983年9月7日—），加纳裔英国男子篮球运动员，曾效力于美国NBA联盟。他也曾代表英国国家队参加2012年夏季奥林匹克运动会男子篮球比赛，获得第九名。